# Klórprotixén
A klórprotixén (INN: chlorprothixene) a tioxantén csoporthoz tartozó neuroleptikum.  A VIII. Magyar Gyógyszerkönyvben Klórprotixén-hidroklorid (Chlorprothixeni hydrochloridum)  néven hivatalos.  

## Hatása
A neuroleptikumok antipszichotikus hatása a dopamin receptorra  gyakorolt gátló hatásukból fakad, de valószínűleg ebben az 5-HT (5-hidroxitriptamin, szerotonin) receptorok gátlása szintén szerepet játszik. Az in vivo klórprotixén magas affinitással bír mind a dopamin D1- és D2 receptorokhoz.
A klórprotixén magas affinitást mutat az 5-HT2 receptorokhoz és α1-adrenoceptorokhoz, ebben a tekintetben hasonlít a magas dózisokban használt fenotiazin, levomepromazin, klórpromazin és tioridazin gyógyszerekre, valamint az atípusos klozapinra. Szintén kiemelkedő a magas a difenhidraminéval megegyező hisztamin (H1) affinitás. A klórprotixén erős affinitást mutat a kolinerg muszkarin receptorokhoz is. A klórprotixén receptor-kötődési profilja nagyon hasonló a klozapinéhoz, kivéve a dopamin receptorokhoz mutatott, körülbelül 10-szer magasabb affinitását.
A klórprotixén potens neuroleptikumnak bizonyult minden neuroleptikus aktivitást (dopamin receptor gátlást) vizsgáló magatartási tesztben. Az in vivo tesztmodelleken összefüggést mutattak ki az in vitro dopamin D2 kötési affinitás és az átlagos napi orális antipszichotikum dózisok között.
A klinikai használatban a klórprotixén egy széles spektrumú, magas dózisú (alacsony potenciájú) szedatív neuroleptikumnak minősül, széles körű indikációval.
A klórprotixén csökkenti vagy megszünteti a kényszereket, a pszichomotoros izgatottságot, a nyugtalanságot, csakúgy, mint a hallucinációkat, téveszméket és egyéb pszichotikus tüneteket.
Kis dózisokban a klórprotixén antidepresszív, szedatív, fájdalom- és hányáscsillapító hatása is rendelkezik, így alkalmas a szorongással, depresszióval, nyugtalansággal járó pszichiátriai betegségek kezelésére; ezekben az esetekben a társuló pszichoszomatikus tüneteket is enyhíti.
A klórprotixén mellett nem fejlődik ki megszokás, függőség vagy tolerancia. Ezért a klórprotixén kifejezetten alkalmas mind a pszichotikus állapotok, mind pedig az egyéb pszichés zavarok széles körének kezelésére. Ezen túlmenően a klórprotixén erősíti az analgetikumok hatását, saját maga is analgetikus, viszketéscsökkentő, és antiemetikus tulajdonságokkal bír.
A fenotiazinokkal ellentétben nem növeli a fényérzékenységet, bőr- és szempigmentációt vagy kontakt dermatitist nem okoz. Extrapiramidális tünetek előfordulása nem gyakori. Ezért előnyösebb krónikus pszichotikusbetegek tartós kezelésében. Akut skizofrénia és mánia kezelésére más készítmények pl. a flupentixol és zuclopentixol hatékonyabbak.

## Készítmények
- Truxal